# Ķīšezers
Ķīšezers – jezioro na Łotwie, znajdujące się w granicach administracyjnych Rygi. Powierzchnia wynosi 1730 ha, średnia głębokość 2,4 m, a maksymalna 4,5 m. Do jeziora uchodzą dwie rzeki: Jugla oraz Langa. Kanałem Mīlgrāvis łączy się ono z Dźwiną.
Nad brzegami Ķīšezers znajduje się m.in. ryskie Zoo, park w Mežaparks oraz stacja kolejowa Ziemeļblāzma.
W 2023 rozegrano tu Spinningowe Mistrzostwa Świata z Łodzi.

## Źródła
- Ķīšezers